# Black Book
Black Book (originaltitel: Zwartboek) är en nederländsk film från 2006 i regi av Paul Verhoeven.  Efter en lång vistelse i USA åkte Verhoeven tillbaka till sitt fosterland och regisserade den här filmen. Filmen blev nominerad till många priser, till exempel på den internationella filmfestivalen i Venedig.

## Handling
Filmen handlar om Rachel Stein, en nederländsk judinna som gömmer sig för nazisterna under andra världskriget. Hela hennes familj mördas av SS och hon blir spion åt motståndsrörelsen under aliaset Ellis de Vries.

## Skådespelare
- Carice van Houten – Rachel Stein, alias Ellis de Vries
- Sebastian Koch – Ludwig Müntze
- Thom Hoffman – Hans Akkermans
- Halina Reijn – Ronnie
- Waldemar Kobus – Günther Franken
- Derek de Lint – Gerben Kuipers
- Christian Berkel – General Käutner
- Dolf de Vries – Mr. Smaal
- Peter Blok – Mr. Van Gein
- Michiel Huisman – Rob
- Ronald Armbrust – Tim Kuipers
- Frank Lammers – Kees
- Matthias Schoenaerts – Joop
- Johnny de Mol – Theo
- Xander Straat – Maarten